# Rowen Muscat
Rowen Muscat (Żebbuġ, 5 giugno 1991) è un calciatore maltese, centrocampista del Valletta e della nazionale maltese.

## Carriera

### Club
Inizia a giocare a calcio nelle giovanili del Birkirkara. Esordisce in prima squadra il 2 luglio 2009 in Slaven Belupo-Birkirkara (1-0), incontro valido per l'accesso alla fase a gironi di UEFA Europa League, subentrando all'86' al posto di Trevor Cilia. Il 30 giugno 2014 passa a parametro zero al Dunaújváros, nel campionato ungherese.
Il 30 gennaio 2015 viene riacquistato dal Birkirkara, che il 22 gennaio 2016 lo cede in prestito al Pavia, in Lega Pro. Il 5 gennaio 2017 lascia il Birkirkara – con cui ha vinto due campionati, una Coppa di Malta e una Supercoppa – passando a titolo definitivo al Valletta, firmando un contratto della durata di quattro anni e mezzo.

### Nazionale
Dopo aver giocato alcuni incontri con le selezioni giovanili, esordisce in nazionale il 14 novembre 2012 contro il Liechtenstein in amichevole, subentrando all'84' al posto di Gareth Sciberras. Mette a segno la sua prima rete in nazionale il 14 ottobre 2018 contro l'Azerbaigian in UEFA Nations League (1-1).

## Statistiche

### Presenze e reti nei club
Statistiche aggiornate al 10 marzo 2023.
| Stagione          | Squadra           | Campionato        | Campionato | Campionato | Coppe nazionali | Coppe nazionali | Coppe nazionali | Coppe continentali | Coppe continentali | Coppe continentali | Altre coppe | Altre coppe | Altre coppe | Totale | Totale |
| Stagione          | Squadra           | Comp              | Pres       | Reti       | Comp            | Pres            | Reti            | Comp               | Pres               | Reti               | Comp        | Pres        | Reti        | Pres   | Reti   |
| ----------------- | ----------------- | ----------------- | ---------- | ---------- | --------------- | --------------- | --------------- | ------------------ | ------------------ | ------------------ | ----------- | ----------- | ----------- | ------ | ------ |
| 2009-2010         | Birkirkara        | PL                | 13+8       | 0          | CM              | 1               | 0               | UEL                | 2                  | 0                  | -           | -           | -           | 24     | 0      |
| 2010-2011         | Birkirkara        | PL                | 14+7       | 0          | CM              | 1               | 0               | UCL                | 2                  | 0                  | SM          | 0           | 0           | 24     | 0      |
| 2011-2012         | Birkirkara        | PL                | 15+7       | 1          | CM              | 1               | 0               | UEL                | 2                  | 0                  | -           | -           | -           | 25     | 1      |
| 2012-2013         | Birkirkara        | PL                | 20+10      | 2+2        | CM              | 2               | 0               | UEL                | 2                  | 0                  | -           | -           | -           | 34     | 4      |
| 2013-2014         | Birkirkara        | PL                | 17+4       | 0          | CM              | 0               | 0               | UCL                | 2                  | 0                  | SM          | 1           | 0           | 24     | 0      |
| 2014-gen. 2015    | Dunaújváros       | NB I              | 7          | 0          | MK+CdL          | 1+2             | 0+1             | -                  | -                  | -                  | -           | -           | -           | 10     | 1      |
| gen.-giu. 2015    | Birkirkara        | PL                | 1+11       | 0          | CM              | 3               | 0               | UEL                | -                  | -                  | SM          | -           | -           | 15     | 0      |
| 2015-gen. 2016    | Birkirkara        | PL                | 11         | 0          | CM              | 0               | 0               | UEL                | 4                  | 0                  | SM          | 1           | 0           | 16     | 0      |
| gen.-giu. 2016    | Pavia             | LP                | 10         | 0          | CI+CI-LP        | -               | -               | -                  | -                  | -                  | -           | -           | -           | 10     | 0      |
| 2016-gen. 2017    | Birkirkara        | PL                | 9          | 0          | CM              | 1               | 0               | UEL                | 0                  | 0                  | -           | -           | -           | 10     | 0      |
| Totale Birkirkara | Totale Birkirkara | Totale Birkirkara | 100+47     | 3+2        |                 | 9               | 0               |                    | 14                 | 0                  |             | 2           | 0           | 172    | 5      |
| gen.-giu. 2017    | Valletta          | PL                | 7          | 0          | CM              | 1               | 0               | UCL                | -                  | -                  | SM          | -           | -           | 8      | 0      |
| 2017-2018         | Valletta          | PL                | 18         | 0          | CM              | 4               | 0               | UEL                | 0                  | 0                  | -           | -           | -           | 22     | 0      |
| 2018-2019         | Valletta          | PL                | 19+1       | 0          | CM              | 3               | 2               | UCL+UEL            | 2+2                | 0                  | SM          | 1           | 0           | 28     | 2      |
| 2019-2020         | Valletta          | PL                | 17         | 1          | CM              | 0               | 0               | UCL+UEL            | 3+2                | 0                  | SM          | 1           | 0           | 23     | 1      |
| 2020-2021         | Valletta          | PL                | 16         | 1          | CM              | 1               | 0               | UEL                | 1                  | 0                  | -           | -           | -           | 18     | 1      |
| 2021-2022         | Valletta          | PL                | 14+5       | 0          | CM              | 5               | 0               | -                  | -                  | -                  | -           | -           | -           | 24     | 0      |
| 2022-2023         | Valletta          | PL                | 6          | 0          | CM              | 2               | 0               | -                  | -                  | -                  | -           | -           | -           | 8      | 0      |
| Totale Valletta   | Totale Valletta   | Totale Valletta   | 97+6       | 2          |                 | 16              | 2               |                    | 10                 | 0                  |             | 2           | 0           | 131    | 4      |
| Totale carriera   | Totale carriera   | Totale carriera   | 267        | 7          |                 | 28              | 3               |                    | 24                 | 0                  |             | 4           | 0           | 323    | 10     |

### Cronologia presenze e reti in nazionale
| Cronologia completa delle presenze e delle reti in nazionale ― Malta | Cronologia completa delle presenze e delle reti in nazionale ― Malta | Cronologia completa delle presenze e delle reti in nazionale ― Malta | Cronologia completa delle presenze e delle reti in nazionale ― Malta | Cronologia completa delle presenze e delle reti in nazionale ― Malta | Cronologia completa delle presenze e delle reti in nazionale ― Malta | Cronologia completa delle presenze e delle reti in nazionale ― Malta | Cronologia completa delle presenze e delle reti in nazionale ― Malta |
| Data                                                                 | Città                                                                | In casa                                                              | Risultato                                                            | Ospiti                                                               | Competizione                                                         | Reti                                                                 | Note                                                                 |
| -------------------------------------------------------------------- | -------------------------------------------------------------------- | -------------------------------------------------------------------- | -------------------------------------------------------------------- | -------------------------------------------------------------------- | -------------------------------------------------------------------- | -------------------------------------------------------------------- | -------------------------------------------------------------------- |
| 14-11-2012                                                           | Vaduz                                                                | Liechtenstein                                                        | 0 – 1                                                                | Malta                                                                | Amichevole                                                           | -                                                                    | 84’                                                                  |
| 22-3-2013                                                            | Sofia                                                                | Bulgaria                                                             | 6 – 0                                                                | Malta                                                                | Qual. Mondiali 2014                                                  | -                                                                    | 70’                                                                  |
| 7-6-2013                                                             | Erevan                                                               | Armenia                                                              | 0 – 1                                                                | Malta                                                                | Qual. Mondiali 2014                                                  | -                                                                    | 84’                                                                  |
| 14-8-2013                                                            | Baku                                                                 | Azerbaigian                                                          | 3 – 0                                                                | Malta                                                                | Amichevole                                                           | -                                                                    | 76’                                                                  |
| 6-9-2013                                                             | Ta' Qali                                                             | Malta                                                                | 1 – 2                                                                | Danimarca                                                            | Qual. Mondiali 2014                                                  | -                                                                    |                                                                      |
| 10-9-2013                                                            | Ta' Qali                                                             | Malta                                                                | 1 – 2                                                                | Bulgaria                                                             | Qual. Mondiali 2014                                                  | -                                                                    |                                                                      |
| 11-10-2013                                                           | Ta' Qali                                                             | Malta                                                                | 1 – 4                                                                | Rep. Ceca                                                            | Qual. Mondiali 2014                                                  | -                                                                    |                                                                      |
| 15-10-2013                                                           | Copenaghen                                                           | Danimarca                                                            | 6 – 0                                                                | Malta                                                                | Qual. Mondiali 2014                                                  | -                                                                    |                                                                      |
| 4-6-2014                                                             | Loulé                                                                | Gibilterra                                                           | 1 – 0                                                                | Malta                                                                | Amichevole                                                           | -                                                                    |                                                                      |
| 4-9-2014                                                             | Žilina                                                               | Slovacchia                                                           | 1 – 0                                                                | Malta                                                                | Amichevole                                                           | -                                                                    |                                                                      |
| 9-9-2014                                                             | Zagabria                                                             | Croazia                                                              | 2 – 0                                                                | Malta                                                                | Qual. Euro 2016                                                      | -                                                                    | 76’                                                                  |
| 10-10-2014                                                           | Ta' Qali                                                             | Malta                                                                | 0 – 3                                                                | Norvegia                                                             | Qual. Euro 2016                                                      | -                                                                    |                                                                      |
| 13-10-2014                                                           | Ta' Qali                                                             | Malta                                                                | 0 – 1                                                                | Italia                                                               | Qual. Euro 2016                                                      | -                                                                    |                                                                      |
| 16-11-2014                                                           | Sofia                                                                | Bulgaria                                                             | 1 – 1                                                                | Malta                                                                | Qual. Euro 2016                                                      | -                                                                    |                                                                      |
| 25-3-2015                                                            | Tbilisi                                                              | Georgia                                                              | 2 – 0                                                                | Malta                                                                | Amichevole                                                           | -                                                                    |                                                                      |
| 28-3-2015                                                            | Baku                                                                 | Azerbaigian                                                          | 2 – 0                                                                | Malta                                                                | Qual. Euro 2016                                                      | -                                                                    |                                                                      |
| 8-6-2015                                                             | Ta' Qali                                                             | Malta                                                                | 2 – 0                                                                | Lituania                                                             | Amichevole                                                           | -                                                                    | 89’                                                                  |
| 12-6-2015                                                            | Ta' Qali                                                             | Malta                                                                | 0 – 1                                                                | Bulgaria                                                             | Qual. Euro 2016                                                      | -                                                                    |                                                                      |
| 3-9-2015                                                             | Firenze                                                              | Italia                                                               | 1 – 0                                                                | Malta                                                                | Qual. Euro 2016                                                      | -                                                                    |                                                                      |
| 6-9-2015                                                             | Ta' Qali                                                             | Malta                                                                | 2 – 2                                                                | Azerbaigian                                                          | Qual. Euro 2016                                                      | -                                                                    |                                                                      |
| 10-10-2015                                                           | Oslo                                                                 | Norvegia                                                             | 2 – 0                                                                | Malta                                                                | Qual. Euro 2016                                                      | -                                                                    |                                                                      |
| 13-10-2015                                                           | Ta' Qali                                                             | Malta                                                                | 0 – 1                                                                | Croazia                                                              | Qual. Euro 2016                                                      | -                                                                    |                                                                      |
| 24-3-2016                                                            | Ta' Qali                                                             | Malta                                                                | 0 – 0                                                                | Moldavia                                                             | Amichevole                                                           | -                                                                    |                                                                      |
| 27-5-2016                                                            | Kufstein                                                             | Rep. Ceca                                                            | 6 – 0                                                                | Malta                                                                | Amichevole                                                           | -                                                                    | 62’                                                                  |
| 31-5-2016                                                            | Klagenfurt                                                           | Austria                                                              | 2 – 1                                                                | Malta                                                                | Amichevole                                                           | -                                                                    | 77’                                                                  |
| 8-10-2016                                                            | Londra                                                               | Inghilterra                                                          | 2 – 0                                                                | Malta                                                                | Qual. Mondiali 2018                                                  | -                                                                    | 86’                                                                  |
| 11-10-2016                                                           | Vilnius                                                              | Lituania                                                             | 2 – 0                                                                | Malta                                                                | Qual. Mondiali 2018                                                  | -                                                                    | 83’                                                                  |
| 11-11-2016                                                           | Ta' Qali                                                             | Malta                                                                | 0 – 1                                                                | Slovenia                                                             | Qual. Mondiali 2018                                                  | -                                                                    | 74’                                                                  |
| 15-11-2016                                                           | Ta' Qali                                                             | Malta                                                                | 0 – 2                                                                | Islanda                                                              | Amichevole                                                           | -                                                                    |                                                                      |
| 12-11-2017                                                           | Ta' Qali                                                             | Malta                                                                | 0 – 3                                                                | Estonia                                                              | Amichevole                                                           | -                                                                    | 61’                                                                  |
| 22-3-2018                                                            | Ta' Qali                                                             | Malta                                                                | 0 – 1                                                                | Lussemburgo                                                          | Amichevole                                                           | -                                                                    | 67’                                                                  |
| 26-3-2018                                                            | Antalya                                                              | Finlandia                                                            | 5 – 0                                                                | Malta                                                                | Amichevole                                                           | -                                                                    | 72’                                                                  |
| 7-9-2018                                                             | Tórshavn                                                             | Fær Øer                                                              | 3 – 1                                                                | Malta                                                                | UEFA Nations League 2018-2019 - 1º turno                             | -                                                                    | 53’                                                                  |
| 11-10-2018                                                           | Pristina                                                             | Kosovo                                                               | 3 – 1                                                                | Malta                                                                | UEFA Nations League 2018-2019 - 1º turno                             | -                                                                    | 83’                                                                  |
| 14-10-2018                                                           | Baku                                                                 | Azerbaigian                                                          | 1 – 1                                                                | Malta                                                                | UEFA Nations League 2018-2019 - 1º turno                             | 1                                                                    | 70’                                                                  |
| 17-11-2018                                                           | Ta' Qali                                                             | Malta                                                                | 0 – 5                                                                | Kosovo                                                               | UEFA Nations League 2018-2019 - 1º turno                             | -                                                                    | 64’                                                                  |
| 20-11-2018                                                           | Ta' Qali                                                             | Malta                                                                | 1 – 1                                                                | Fær Øer                                                              | UEFA Nations League 2018-2019 - 1º turno                             | -                                                                    | 87’                                                                  |
| 23-3-2019                                                            | Ta' Qali                                                             | Malta                                                                | 2 – 1                                                                | Fær Øer                                                              | Qual. Euro 2020                                                      | -                                                                    | 85’                                                                  |
| 26-3-2019                                                            | Ta' Qali                                                             | Malta                                                                | 0 – 2                                                                | Spagna                                                               | Qual. Euro 2020                                                      | -                                                                    | 65’                                                                  |
| 7-6-2019                                                             | Solna                                                                | Svezia                                                               | 3 – 0                                                                | Malta                                                                | Qual. Euro 2020                                                      | -                                                                    |                                                                      |
| 10-6-2019                                                            | Ta' Qali                                                             | Malta                                                                | 0 – 4                                                                | Romania                                                              | Qual. Euro 2020                                                      | -                                                                    |                                                                      |
| 5-9-2019                                                             | Oslo                                                                 | Norvegia                                                             | 2 – 0                                                                | Malta                                                                | Qual. Euro 2020                                                      | -                                                                    | 20’                                                                  |
| 8-9-2019                                                             | Ploiești                                                             | Romania                                                              | 1 – 0                                                                | Malta                                                                | Qual. Euro 2020                                                      | -                                                                    |                                                                      |
| 12-10-2019                                                           | Ta' Qali                                                             | Malta                                                                | 0 – 4                                                                | Svezia                                                               | Qual. Euro 2020                                                      | -                                                                    | 68’                                                                  |
| 15-10-2019                                                           | Tórshavn                                                             | Fær Øer                                                              | 1 – 0                                                                | Malta                                                                | Qual. Euro 2020                                                      | -                                                                    | 80’                                                                  |
| 15-11-2019                                                           | Cadice                                                               | Spagna                                                               | 7 – 0                                                                | Malta                                                                | Qual. Euro 2020                                                      | -                                                                    | 63’                                                                  |
| 18-11-2019                                                           | Ta' Qali                                                             | Malta                                                                | 1 – 2                                                                | Norvegia                                                             | Qual. Euro 2020                                                      | -                                                                    | 70’                                                                  |
| 3-9-2020                                                             | Tórshavn                                                             | Fær Øer                                                              | 3 – 2                                                                | Malta                                                                | UEFA Nations League 2020-2021 - 1º turno                             | -                                                                    | 85’                                                                  |
| 7-10-2020                                                            | Ta' Qali                                                             | Malta                                                                | 2 – 0                                                                | Gibilterra                                                           | Amichevole                                                           | -                                                                    |                                                                      |
| 11-11-2020                                                           | Ta' Qali                                                             | Malta                                                                | 3 – 0                                                                | Liechtenstein                                                        | Amichevole                                                           | -                                                                    | 60’                                                                  |
| 30-5-2021                                                            | Klagenfurt                                                           | Irlanda del Nord                                                     | 3 – 0                                                                | Malta                                                                | Amichevole                                                           | -                                                                    | 82’                                                                  |
| 4-6-2021                                                             | Klagenfurt                                                           | Kosovo                                                               | 2 – 1                                                                | Malta                                                                | Amichevole                                                           | -                                                                    | 64’                                                                  |
| Totale                                                               |                                                                      | Presenze                                                             | 52                                                                   |                                                                      | Reti                                                                 | 1                                                                    |                                                                      |

## Palmarès

### Club

#### Competizioni nazionali
- Campionato maltese: 4

Birkirkara: 2009-2010, 2012-2013
Valletta: 2017-2018, 2018-2019
- Coppa di Malta: 2

Birkirkara: 2014-2015
Valletta: 2017-2018
- Supercoppa di Malta: 3

Birkirkara: 2013
Valletta: 2018, 2019
- Challenge League: 1

Valletta: 2024-2025